# Liste der Biografien/Jup
Liste der Biografien |
Portal Biografien |
Personensuche
# |
A |
B |
C |
D |
E |
F |
G |
H |
I |
J |
K |
L |
M |
N |
O |
P |
Q |
R |
S |
T |
U |
V |
W |
X |
Y |
Z |
?
 
Ja |
Jb |
Jd |
Je |
Jh |
Ji |
Jj |
Jl |
Jn |
Jm |
Jo |
Jp |
Jr |
Js |
Jt |
Ju |
Jv |
Jw |
Jy
 
Jua |
Jub |
Juc |
Jud |
Jue |
Juf |
Jug |
Juh |
Jui |
Juj |
Juk |
Jul |
Jum |
Jun |
Juo |
Jup |
Jur |
Jus |
Jut |
Juu |
Juv |
Juw |
Jux |
Juy |
Juz
Die Liste der Biografien führt alle Personen auf, die in der deutschsprachigen Wikipedia einen Artikel haben. Dieses ist eine Teilliste mit 18 Einträgen von Personen, deren Namen mit den Buchstaben „Jup“ beginnt.

## Jup

### Jupe
- Jupe, Claudio (* 1948), deutscher Politiker (CDU), MdA
- Jupe, Noah (* 2005), britischer KinderdarstellerNoah Jupe (* 2005)

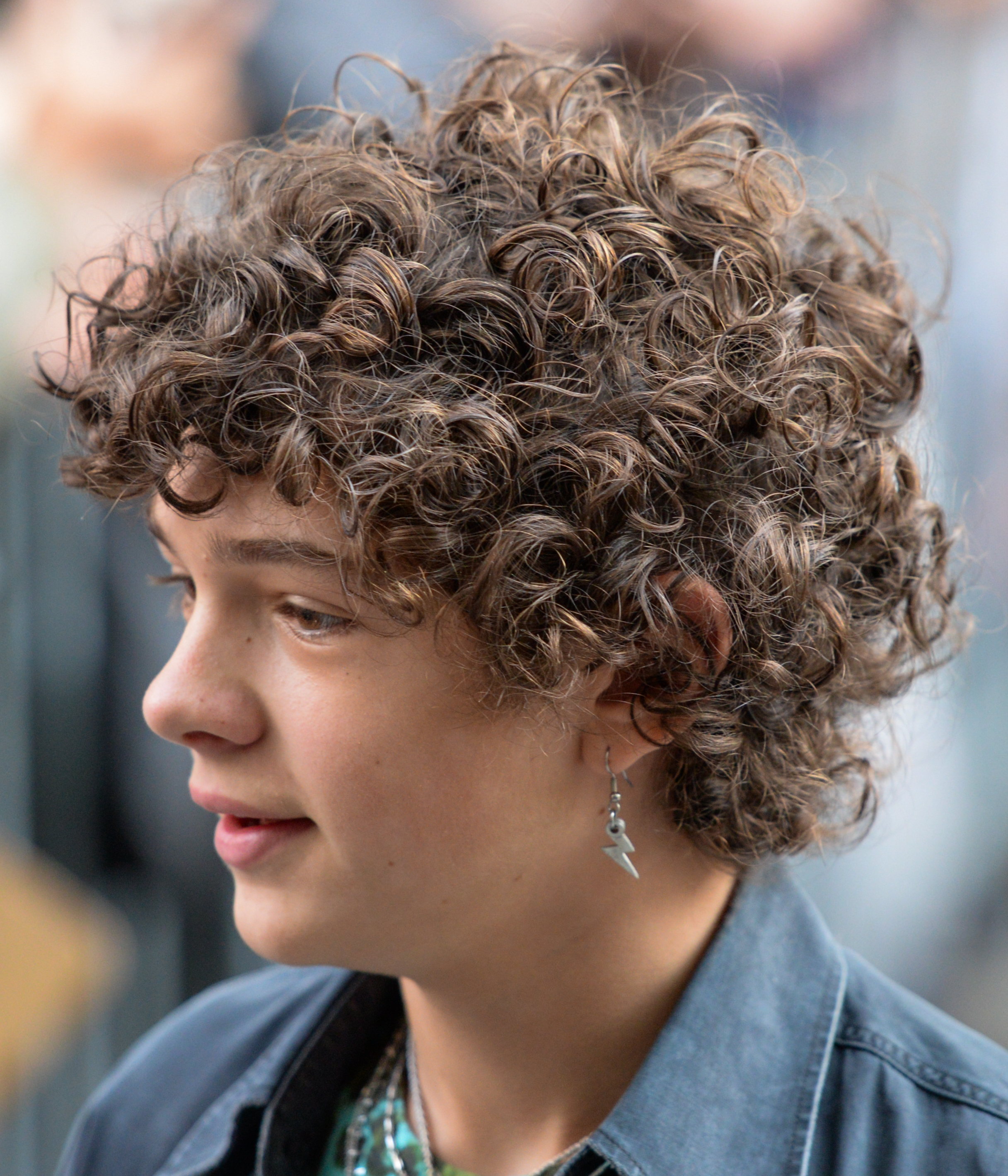
Noah Jupe (* 2005)

- Jupe, Rainer (* 1941), deutscher Fußballschiedsrichter
- Jupé, Walter (1916–1985), deutscher Schauspieler, Drehbuchautor und Dramaturg

### Jupi
- Jupiter Ace, nordirischer DJ und Musikproduzent
- Jupiter, Alexandra (* 1990), französische Volleyball- und Beachvolleyballspielerin
- Jupitus, Phill (* 1962), englischer Comedian und Rundfunksprecher

### Jupk
- Jupke, Peter (* 1957), deutscher Judoka

### Jupp
- Jupp, Karen (* 1966), australische Badmintonspielerin
- Jupp, Mickey (* 1944), britischer Musiker
- Jupp, Miles (* 1979), britischer Schauspieler und Comedian
- Juppé, Alain (* 1945), französischer Politiker, Mitglied der Nationalversammlung, Außenminister, Premierminister, MdEP
- Juppe, Anna (* 1999), österreichische Biathletin und Langläuferin
- Juppe, Ludwig (1460–1538), deutscher Bildhauer der Frührenaissance

### Jupt
- Jüptner von Jonstorff, Hans (1853–1941), österreichischer Chemiker und Metallurg
- Jüptner, Axel (1969–1998), deutscher Fußballspieler
- Jüptner, Werner (* 1941), deutscher Laserphysiker
- Jüptner-Jonstorff, Fritz (1908–1993), österreichischer Filmarchitekt